# Editorial Espasa
L'editorial Espasa és una editorial fundada el 1860 a Barcelona, i actualment pertanyent al Grupo Planeta. Està especialitzada en obres de consulta, materials didàctics i literatura, secció on destaquen els clàssics espanyols en format de butxaca (sector on van ser pioners).
Va ser fundada el 1860 pels germans Pau i Josep Espasa i Anguera amb el nom d'Espasa Germans. El 1869 s'hi incorporà com a soci Manuel Salvat i Xivixell, el qual 3 anys després es casà amb una germana dels Espasa. Pau Espasa deixà l'empresa el 1877, i Manuel Salvat el 1897, creant un any després Salvat e Hijo, precursora de l'editorial Salvat.
L'editorial de Josep Espasa continuà fins al 1908 amb el nom de José Espasa i després passà a anomenar-se Espasa e Hijos. Una les obres més rellevants de l'editorial Espasa fou l'Enciclopèdia Espasa, publicada entre 1905 i 1930, amb 70 volums. El 1926 el nom de l'empresa passà a ser Editorial Espasa-Calpe, fruit d'una fusió que li assegurà una millor distribució dels seus llibres. L'any 1991 el Grup Planeta va comprar Espasa-Calpe per un import proper als 10.000 milions de pessetes.